# Bogovi in ovce
Bogovi in ovce je četrti studijski album skupine Martin Krpan. Album je bil posnet septembra 1988 v Studiu Tivoli v Ljubljani. Album je izšel leta 1988 pri založbi ZKP RTV Ljubljana.

## Seznam skladb
Vsa besedila je napisal Vlado Kreslin.
| A stran | A stran                                    | A stran |
| Št.     | Naslov                                     | Dolžina |
| ------- | ------------------------------------------ | ------- |
| 1.      | „Mali bogovi‟ (M. Tomassini)               | 3:16    |
| 2.      | „Nocoj bomo mi prižgali dan‟ (J. Hübscher) | 3:40    |
| 3.      | „Za ljudi‟ (M. Čuček /arr. D. Kašnar)      | 2:30    |
| 4.      | „Čuden si bil že kot otrok‟ (J. Hübscher)  | 5:10    |

| B stran | B stran                                  | B stran |
| Št.     | Naslov                                   | Dolžina |
| ------- | ---------------------------------------- | ------- |
| 1.      | „Ovce‟ (V. Kreslin)                      | 4:52    |
| 2.      | „Da te ni‟ (J. Hübscher /arr. D. Kašnar) | 4:07    |
| 3.      | „Z glavo v zid‟ (M. Čuček)               | 3:10    |
| 4.      | „Napačnega človeka imate‟ (M. Tomassini) | 3:15    |

## Zasedba
Martin Krpan
- Vlado Kreslin – vokal
- Robi Vidic – bobni
- Miro Tomassini – bas kitara, akustična kitara
- Jure Hübscher – klaviature
- Mark Čuček – kitara